# Davy Jones (Sänger)

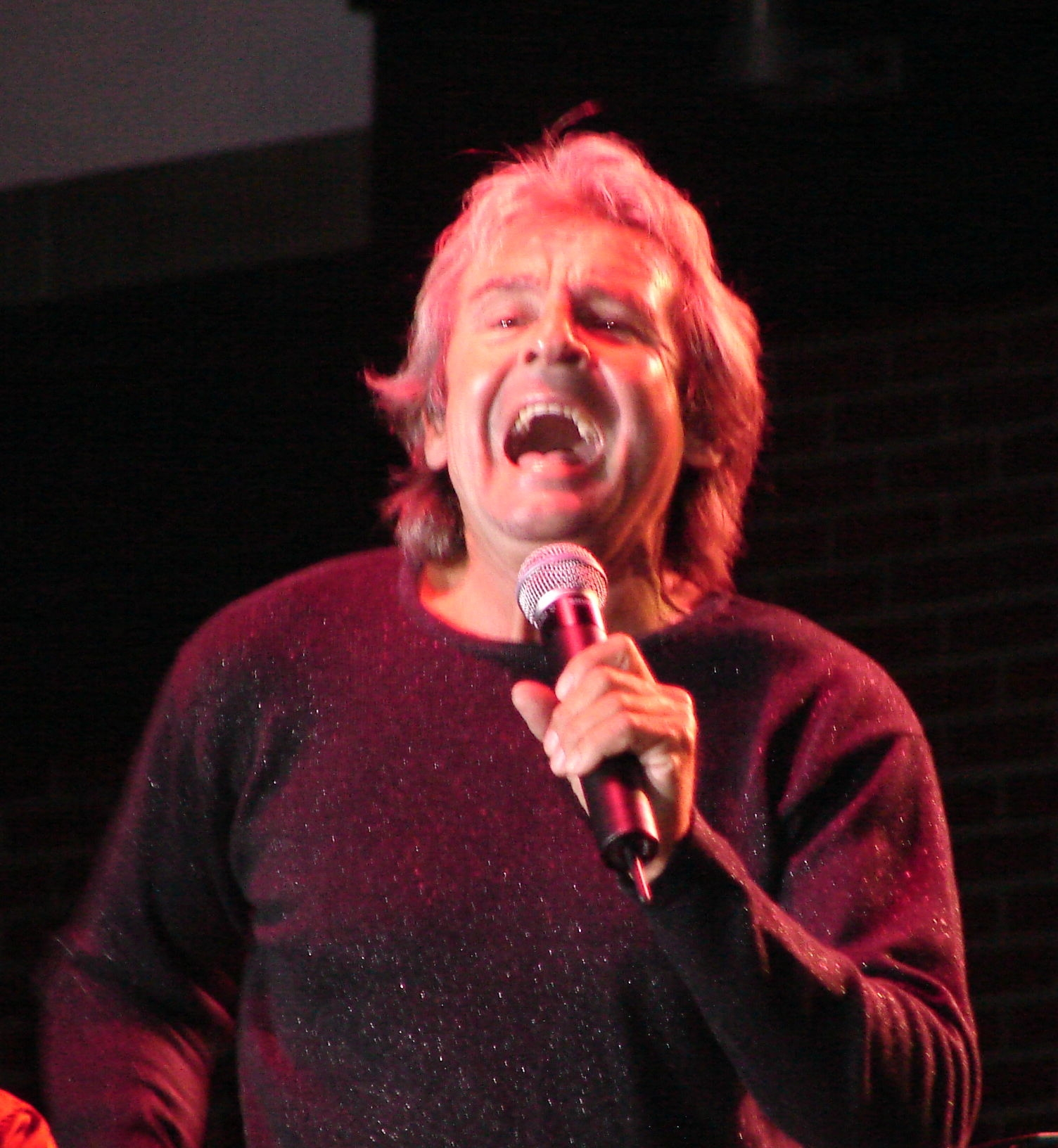
Davy Jones (2006)

David Thomas „Davy“ Jones (* 30. Dezember 1945 in Manchester, England; † 29. Februar 2012 in Stuart, Florida, USA) war ein britischer Schauspieler, Perkussionist und Sänger, der insbesondere durch seine Rolle als Mitglied der US-amerikanischen Popband The Monkees bekannt wurde.

## Leben
Als Jones 14 Jahre alt war, starb seine Mutter nach langer Krankheit. Auf Wunsch seines Vaters absolvierte er eine Ausbildung zum Jockey bei Basil Foster. Seine Karriere als Schauspieler begann durch einen über Foster vermittelten Job an einem Theater im Londoner West End.
Jones spielte als Teenager in verschiedenen britischen Soap Operas, unter anderen in Coronation Street, mit. Im Musical Oliver! spielte er den Artful Dodger.
Am 9. Februar 1964 war er zusammen mit der Oliver!-Crew in einer Episode der Ed Sullivan Show zu sehen, in der auch die Beatles ihr umjubeltes Debüt in den Vereinigten Staaten gaben. Über diesen Tag sagte Jones: „Ich sah die Beatles von der Seite der Bühne aus, und ich sah, wie die Mädchen total ausflippten, und da sagte ich mir, dass genau so etwas auch mir geschehen sollte.“
Ward Sylvester von Screen Gems nahm Jones unter Vertrag, nachdem er ihn in der Ed Sullivan Show gesehen hatte. Er spielte fortan in amerikanischen Fernsehserien wie Ben Casey und The Farmer's Daughter mit. Er nahm auch eine Single und ein Album für Colpix Records auf, die sich zwar in den Charts platzieren konnten, aber dennoch keine großen Erfolge waren.
Von 1965 bis 1970 war Davy Jones Bandmitglied der Monkees, einer Pop-Rock-Gruppe, die in Zusammenhang mit der gleichnamigen Fernsehserie The Monkees gegründet wurde. Als Leadsänger der Gruppe sang er viele ihrer Songs, unter anderem I Wanna Be Free und Daydream Believer. Als die Show dann abgesetzt wurde und die Gruppe sich auflöste, machte er als Solo-Künstler weiter. Später gründete er eine Band mit seinem ehemaligen Monkees-Kollegen Micky Dolenz und den Komponisten Tommy Boyce und Bobby Hart, die sich jedoch schon nach kurzer Zeit wieder auflöste.
Im Jahr 1995 hatte er einen Auftritt als er selbst im Film Die Brady Family, wo er seinen Hit Girl in einer „aufgepeppten“ Version sang. Auch hatte Jones 1997 einen musikalischen Auftritt in der Serie Sabrina – Total Verhext!. Im April 2006 nahm Jones Your Personal Penguin auf, das von der Kinderbuchautorin Sandra Boynton geschrieben wurde. Am 1. November 2007 erschien ein weiteres Buch von Sandra Boynton und eine CD mit dem Titel Blue Moo. Jones ist im Buch und auf der CD zu hören, in dem er Your Personel Penguin singt. Jones und Boynton sind durch das Projekt enge Freunde geworden.
Jones hatte 2009 in der Serie Spongebob Schwammkopf einen Gastauftritt als er selbst, im Rahmen eines Wortspiels mit Davy Jones’ Locker. 2011 ging Davy Jones mit den Monkees auf eine Reunion-Tour und tauchte in verschiedenen Versionen des Musicals Oliver! als „Fagin“ auf. Er züchtete Pferde in seiner Heimat England, obwohl er seinen Wohnsitz in Beavertown, Pennsylvania, hatte. Jones versuchte zuletzt, ein Staatsbürger der Vereinigten Staaten zu werden. Er wurde zweimal geschieden und hatte insgesamt vier Kinder. Zuletzt war Jessica Pacheco seine Lebensgefährtin.
Davy Jones starb am 29. Februar 2012 im Alter von 66 Jahren an einem Herzinfarkt.

## Diskografie

### Alben
- 1965: David Jones
- 1971: Davy Jones
- 1978: The Point
- 1981: Davy Jones Live
- 1982: Hello Davy